# Eublemma scituloides
Eublemma scituloides är en fjärilsart som beskrevs av Hans Rebel 1917. Eublemma scituloides ingår i släktet Eublemma och familjen nattflyn. Inga underarter finns listade i Catalogue of Life.